# 密耳拉

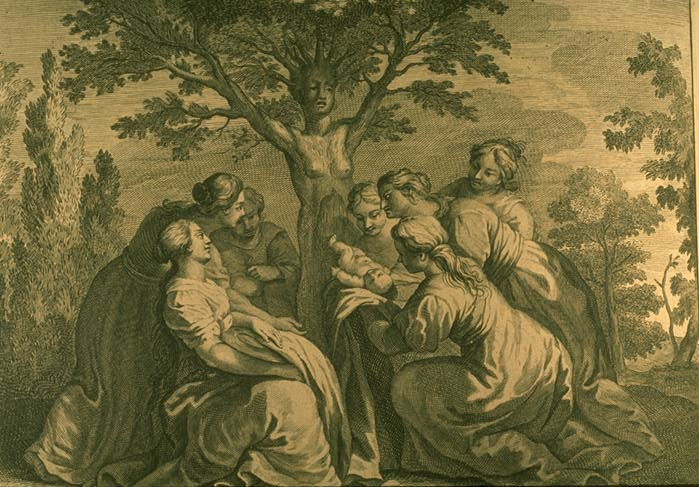
阿多尼斯的出生

密耳拉（字面意思为“没药”）希臘神話中的塞浦路斯公主，著名的美少年阿多尼斯的母亲。
根据神话，密耳拉是塞浦路斯国王喀倪剌斯的女儿，母亲为肯刻瑞伊斯（或墨塔耳墨）。密耳拉的母亲竟敢夸口说自己女儿的美貌与女神阿佛洛狄忒不相上下，令后者勃然大怒。阿芙蘿黛蒂对密耳拉施下诅咒，使她爱上了自己的父亲喀倪剌斯。密耳拉知道无法与父亲结合，于是产生了轻生的念头，企图上吊自杀，但被乳母希波吕塔所救。希波吕塔心疼密耳拉，于是不惜设计帮助她与父亲乱伦。在希波吕塔帮助下，密耳拉与喀倪剌斯同床12夜之久。但在第12天夜里，喀倪剌斯终于发现与他交欢的女人是自己的女儿，暴怒之下拿起刀准备将密耳拉杀死。密耳拉向神呼救，众神于是把她变成了一棵没药树。这时密耳拉已经怀上了喀倪剌斯的孩子。10个月后，没药树的树皮渐渐隆起，在助产女神厄勒梯亚帮助下，树皮破裂，生出一个男婴，就是阿多尼斯。
密耳拉的故事主要出自奥维德的《变形记》。伪阿波罗多洛斯记载了这个故事的另一个版本。在这个版本中，密耳拉的名字叫斯密耳娜，是亚述国王忒伊阿斯的女儿。
密耳拉的神话反映了取得没药的方法：割开没药树的树皮。没药是没药树形成的树脂。英国诗人罗伯特·格雷夫斯在分析这个神话时指出，没药在古代是一种著名的春药。
小行星381号没女星的名字来自密耳拉。古典时代小亚细亚的重要城市士麦拿（今土耳其伊兹密尔）可能也是用密耳拉的名字命名的（Σμύρνη，士麦拿=斯密耳娜）。

## 资料来源
- 《世界神话辞典》，辽宁人民出版社，ISBN 7-205-00960-X
- 《古希腊罗马神话鉴赏辞典》，吉林出版社，ISBN 7-206-04846-3
- 《古典神话人物词典》，艾德里安·鲁姆著，外语教学与研究出版社，ISBN 978-7-5600-6218-1